# Taça CEV de Voleibol Masculino
A Copa CEV de Voleibol Masculino (português brasileiro) ou Taça CEV de Voleibol Masculino (português europeu), é uma competição internacional de clubes de voleibol masculino organizado pela Confederação Europeia de Voleibol (CEV). É a segunda competição mais importante a nível de clubes da Europa.

## Histórico
Até 2000, o torneio era denominado Copa dos Vencedores da Copa (em inglês:  CEV Cup Winners' Cup), quando foi renomeado para Copa Top Teams (em inglês:  CEV Top Teams Cup), adotando a designação atual a partir da temporada 2007–08.

## Resultados

### Copa das Copa
| Edição           | Final                     | Final     | Final                     |
| Edição           | Campeão                   | Resultado | Vice-campeão              |
| ---------------- | ------------------------- | --------- | ------------------------- |
| 1972–73 Detalhes | Zvezda Vorochilovgrad     |           | Csepel SC                 |
| 1973–74 Detalhes | Elektrotechnika Riga      |           | Zvezda Vorochilovgrad     |
| 1974–75 Detalhes | Elektrotechnika Riga      |           | Levski Sofia              |
| 1975–76 Detalhes | CSKA Sófia                |           | Cervena Hvezda Bratislava |
| 1976–77 Detalhes | Elektrotechnika Riga      |           | Steaua Bucureşti          |
| 1977–78 Detalhes | Aero Odolena Voda         |           | AZS Olsztyn               |
| 1978–79 Detalhes | Dinamo Bucureşti          |           | Levski Sofia              |
| 1979–80 Detalhes | Panini Modena             |           | Panathinaikos             |
| 1980–81 Detalhes | Cervena Hvezda Bratislava |           | Steaua Bucureşti          |
| 1981–82 Detalhes | Avtomobilist Leningrad    |           | Levski Sofia              |
| 1982–83 Detalhes | Avtomobilist Leningrad    |           | Klippan Torino            |
| 1983–84 Detalhes | Klippan Torino            |           | Portol Son Amar Palma     |
| 1984–85 Detalhes | Dínamo Moscou             |           | Levski Sofia              |
| 1985–86 Detalhes | Panini Modena             |           | Steaua Bucureşti          |
| 1986–87 Detalhes | Tartarini Bologna         |           | Levski Sofia              |
| 1987–88 Detalhes | Maxicono Parma            |           | Tartarini Bologna         |
| 1988–89 Detalhes | Maxicono Parma            |           | Levski Sofia              |
| 1989–90 Detalhes | Maxicono Parma            |           | Sisley Volley             |
| 1990–91 Detalhes | Eurostile Montichari      |           | Avatomobilist Leningrad   |
| 1991–92 Detalhes | Eurostile Montichari      |           | Mediolanum Milano         |
| 1992–93 Detalhes | Mediolanum Milano         |           | AS Cannes                 |
| 1993–94 Detalhes | Sisley Volley             |           | Mediolanum Milano         |
| 1994–95 Detalhes | Daytona Modena            |           | Numancia Soria            |
| 1995–96 Detalhes | Olympiacos Pireu          | 3–2       | Bayer Wuppertal           |
| 1996–97 Detalhes | Alpitour Traco Cuneo      | 3–0       | Olympiacos Pireu          |
| 1997–98 Detalhes | Alpitour Traco Cuneo      | 3–1       | Olympiacos Pireu          |
| 1998–99 Detalhes | AS Cannes                 |           | Alpitour Traco Cuneo      |
| 1999–00 Detalhes | Paris Volley              | 3–1       | Alpitour Traco Cuneo      |

### Copa Top Teams
| Edição           | Final                  | Final     | Final                      |
| Edição           | Campeão                | Resultado | Vice-campeão               |
| ---------------- | ---------------------- | --------- | -------------------------- |
| 2000–01 Detalhes | SC Espinho             | 3–2       | UEM-Izumrud Ekaterinburg   |
| 2001–02 Detalhes | Knack Roeselare        | 3–1       | SC Espinho                 |
| 2002–03 Detalhes | Piet Zoomers Apeldoorn | 3–1       | Lokomotyv Kharkiv          |
| 2003–04 Detalhes | Lokomotyv Kharkiv      | 3–1       | Deltacons Tulcea           |
| 2004–05 Detalhes | Olympiacos Pireu       | 3–0       | Ortec Nesselande Rotterdam |
| 2005–06 Detalhes | Copra Piacenza         | 3–2       | Portol Son Amar Palma      |
| 2006–07 Detalhes | Autocommerce Bled      | 3–2       | Cimone Modena              |

### Copa CEV
| Edição           | Final                                           | Final                                           | Final                                           |
| Edição           | Campeão                                         | Resultado                                       | Vice-campeão                                    |
| ---------------- | ----------------------------------------------- | ----------------------------------------------- | ----------------------------------------------- |
| 2007–08 Detalhes | M. Roma Volley                                  | 3–0                                             | Noliko Maaseik                                  |
| 2008–09 Detalhes | Lokomotiv Belgorod                              | 3–1                                             | Panathinaikos                                   |
| 2009–10 Detalhes | Bre Banca Lannutti Cuneo                        | 3–1                                             | Iskra Odintsovo                                 |
| 2010–11 Detalhes | Sisley Treviso                                  | 2–3, 3–1                                        | ZAKSA Kędzierzyn-Koźle                          |
| 2011–12 Detalhes | Dínamo Moscou                                   | 3–2, 3–2                                        | Asseco Resovia Rzeszów                          |
| 2012–13 Detalhes | Halkbank Ankara                                 | 3–1, 3–2                                        | Andreoli Latina                                 |
| 2013–14 Detalhes | Paris Volley                                    | 0–3, 3–1 (Golden set 15–8)                      | Guberniya Nizhniy Novgorod                      |
| 2014–15 Detalhes | Dínamo Moscou                                   | 3–1, 1–3 (Golden set 15–12)                     | Energy T.I. Diatec Trentino                     |
| 2015–16 Detalhes | Berlin Recycling Volleys                        | 3–2, 3–0                                        | Gazprom-Iugra                                   |
| 2016–17 Detalhes | Tours                                           | 0–3, 3–1 (Golden set 15–13)                     | Trentino Diatec                                 |
| 2017–18 Detalhes | Belogorie Belgorod                              | 3–0, 3–2                                        | Ziraat Bankası Ankara                           |
| 2018–19 Detalhes | Trentino Volley                                 | 3–0, 3–2                                        | Galatasaray SK                                  |
| 2019–20 Detalhes | Edição cancelada devido à pandemia de COVID-19. | Edição cancelada devido à pandemia de COVID-19. | Edição cancelada devido à pandemia de COVID-19. |
| 2020–21 Detalhes | Dínamo Moscou                                   | 3–2, 3–1                                        | Zenit São Petersburgo                           |
| 2021–22 Detalhes | Volley Milano                                   | 3–0, 3–0                                        | Tours Volley-Ball                               |
| 2022–23 Detalhes | Valsa Group Modena                              | 0–3, 3–0 (Golden set 15–9)                      | Knack Roeselare                                 |
| 2023–24 Detalhes | Asseco Resovia Rzeszów                          | 3–0, 3–0                                        | SVG Lüneburg                                    |

## Títulos

### Por clube
| Equipe                          | Vitórias | Finalista | Anos vit.              | Anos final.                        |
| ------------------------------- | -------- | --------- | ---------------------- | ---------------------------------- |
| Modena Volley                   | 4        | 1         | 1980, 1986, 1995, 2023 | 2007                               |
| Dínamo Moscou                   | 4        | –         | 1985, 2012, 2015, 2021 | –                                  |
| Bre Banca Lannutti Cuneo        | 3        | 2         | 1997, 1998, 2010       | 1999, 2000                         |
| Radiotechnican Riga             | 3        | –         | 1974, 1975, 1977       | –                                  |
| Pallavolo Parma                 | 3        | –         | 1988, 1989, 1990       | –                                  |
| Olympiacos Pireu                | 2        | 2         | 1996, 2005             | 1997, 1998                         |
| Avtomobilist Leningrado         | 2        | 1         | 1982, 1983             | 1991                               |
| Sisley Treviso                  | 2        | 1         | 1994, 2011             | 1990                               |
| Gabeca Pallavolo Spa            | 2        | –         | 1991, 1992             | –                                  |
| Paris Volley                    | 2        | –         | 2000, 2014             | –                                  |
| Belogorie Belgorod              | 2        | –         | 2009, 2018             | –                                  |
| Volley Gonzaga Milano           | 1        | 2         | 1993                   | 1992, 1994                         |
| Zvezda Vorochilovgrad           | 1        | 1         | 1973                   | 1974                               |
| VKP Bratislava                  | 1        | 1         | 1981                   | 1976                               |
| Pallavolo Torino                | 1        | 1         | 1984                   | 1983                               |
| Zinella Volley Bologna          | 1        | 1         | 1987                   | 1988                               |
| AS Cannes                       | 1        | 1         | 1999                   | 1993                               |
| SC Espinho                      | 1        | 1         | 2001                   | 2002                               |
| Lokomotyv Kharkiv               | 1        | 1         | 2004                   | 2003                               |
| Knack Roeselare                 | 1        | 1         | 2002                   | 2023                               |
| Tours                           | 1        | 1         | 2017                   | 2022                               |
| Asseco Resovia Rzeszów          | 1        | 1         | 2024                   | 2012                               |
| CSKA Sofia                      | 1        | –         | 1976                   | –                                  |
| Rudá Hvězda Praha               | 1        | –         | 1978                   | –                                  |
| Dinamo Bucureşti                | 1        | –         | 1979                   | –                                  |
| Piet Zoomers Apeldoorn          | 1        | –         | 2003                   | –                                  |
| Copra Elior Piacenza            | 1        | –         | 2006                   | –                                  |
| ACH Volley Bled                 | 1        | –         | 2007                   | –                                  |
| M. Roma Volley                  | 1        | –         | 2008                   | –                                  |
| Halkbank Ankara                 | 1        | –         | 2013                   | –                                  |
| Berlin Recycling Volleys        | 1        | –         | 2016                   | –                                  |
| Volley Milano                   | 1        | –         | 2022                   | –                                  |
| Levski Sófia                    | –        | 6         | –                      | 1975, 1979, 1982, 1985, 1987, 1989 |
| Steaua Bucureşti                | –        | 3         | –                      | 1977, 1981, 1986                   |
| CV Pòrtol                       | –        | 2         | –                      | 1984, 2006                         |
| Panathinaikos                   | –        | 2         | –                      | 1980, 2009                         |
| Trentino Volley                 | –        | 2         | –                      | 2015, 2017                         |
| Csepel                          | –        | 1         | –                      | 1973                               |
| AZS Olsztyn                     | –        | 1         | –                      | 1978                               |
| Ciudad del Medio Ambiente Soria | –        | 1         | –                      | 1995                               |
| SV Bayer Wuppertal              | –        | 1         | –                      | 1996                               |
| Lokomotiv Yekaterinburg         | –        | 1         | –                      | 2001                               |
| Deltacons Tulcea                | –        | 1         | –                      | 2004                               |
| Ortec Nesselande                | –        | 1         | –                      | 2005                               |
| Noliko Maaseik                  | –        | 1         | –                      | 2008                               |
| Iskra Odintsovo                 | –        | 1         | –                      | 2010                               |
| ZAKSA Kędzierzyn-Koźle          | –        | 1         | –                      | 2011                               |
| Andreoli Latina                 | –        | 1         | –                      | 2013                               |
| Guberniya Nizhniy Novgorod      | –        | 1         | –                      | 2014                               |
| Gazprom-Iugra                   | –        | 1         | –                      | 2016                               |
| Ziraat Bankası Ankara           | –        | 1         | –                      | 2018                               |
| Zenit São Petersburgo           | –        | 1         | –                      | 2021                               |

### Por país
| País            |    |    | Total |
| --------------- | -- | -- | ----- |
| Itália          | 21 | 11 | 32    |
| União Soviética | 7  | 2  | 9     |
| Rússia          | 5  | 5  | 10    |
| França          | 4  | 2  | 6     |
| Grécia          | 2  | 4  | 6     |
| Tchecoslováquia | 2  | 1  | 3     |
| Bulgária        | 1  | 6  | 7     |
| Roménia         | 1  | 4  | 5     |
| Polónia         | 1  | 3  | 4     |
| Turquia         | 1  | 2  | 3     |
| Bélgica         | 1  | 2  | 3     |
| Alemanha        | 1  | 2  | 3     |
| Países Baixos   | 1  | 1  | 2     |
| Portugal        | 1  | 1  | 2     |
| Ucrânia         | 1  | 1  | 2     |
| Eslovênia       | 1  | –  | 1     |
| Espanha         | –  | 3  | 3     |
| Hungria         | –  | 1  | 1     |